# Núria
Núria  è un nome proprio di persona catalano e portoghese femminile.

## Varianti in altre lingue
- Spagnolo: Nuria[1][2][3]
  - Ipocoristici: Nuri[2]

## Origine e diffusione

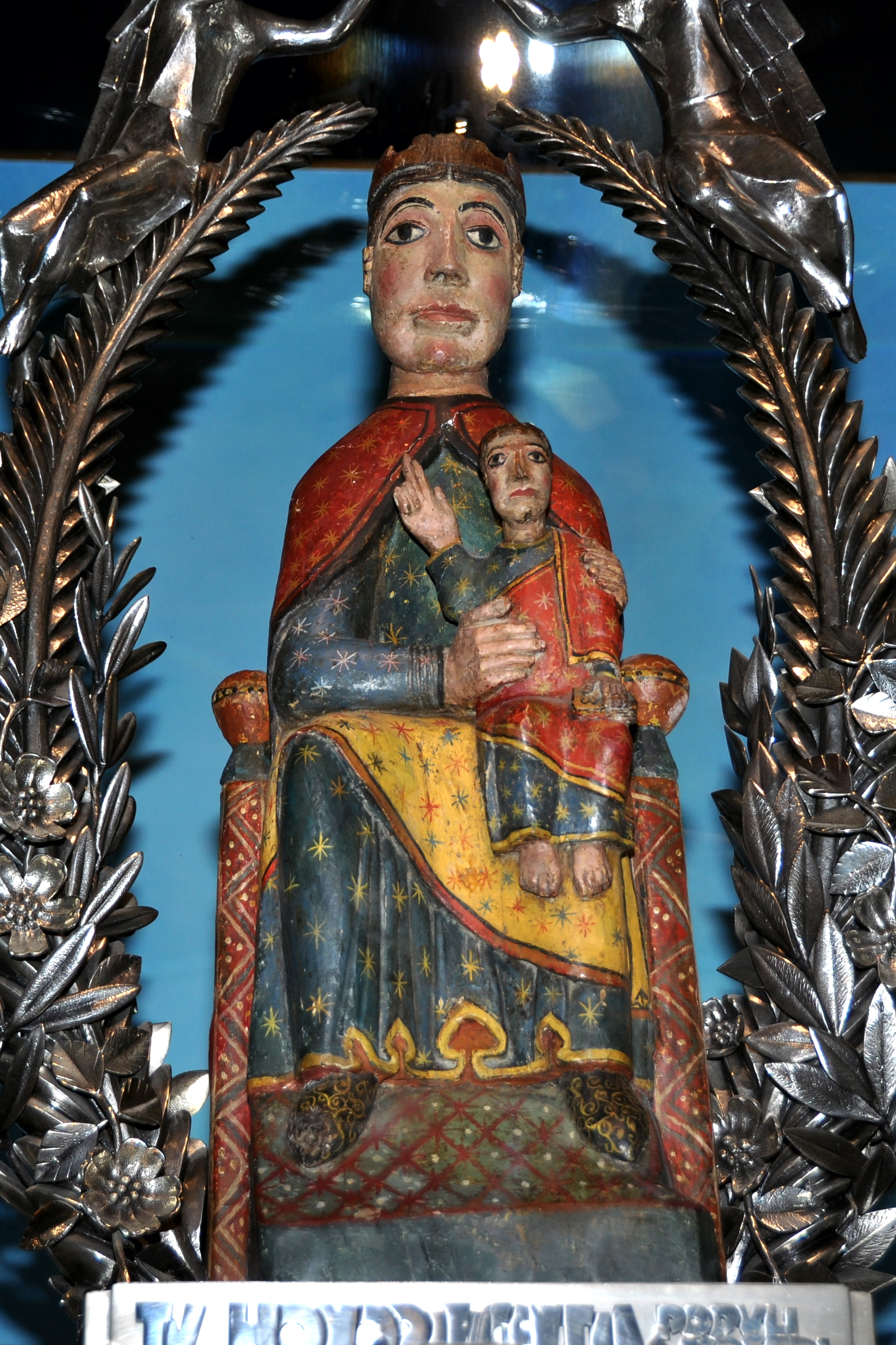
La statua della Vergine di Nuria conservata nel santuario (comune di Queralbs, Spagna)

È un nome tipicamente cattolico che allude alla Vergine di Nuria (Nostra Senyora de Núria), un titolo con cui la Madonna è venerata in Catalogna; si tratta quindi di uno dei vari nomi iberici ispirati al culto mariano, quali Dolores, Concepción, Pilar, Candelaria, Rocío, Araceli e Consuelo.
Il titolo mariano deriva dal nome della valle di Nuria, dove è situato il suo santuario principale. L'etimologia è incerta; secondo alcune fonti sarebbe riconducibile a un'espressione basca avente il senso di "luogo tra le colline", forse successivamente influenzata dal nome femminile arabo Nuriya ("luminosa").

## Onomastico
L'onomastico si festeggia il giorno della ricorrenza della Vergine di Nuria, ovvero l'8 settembre.

## Persone
- Núria Añó, scrittrice spagnola

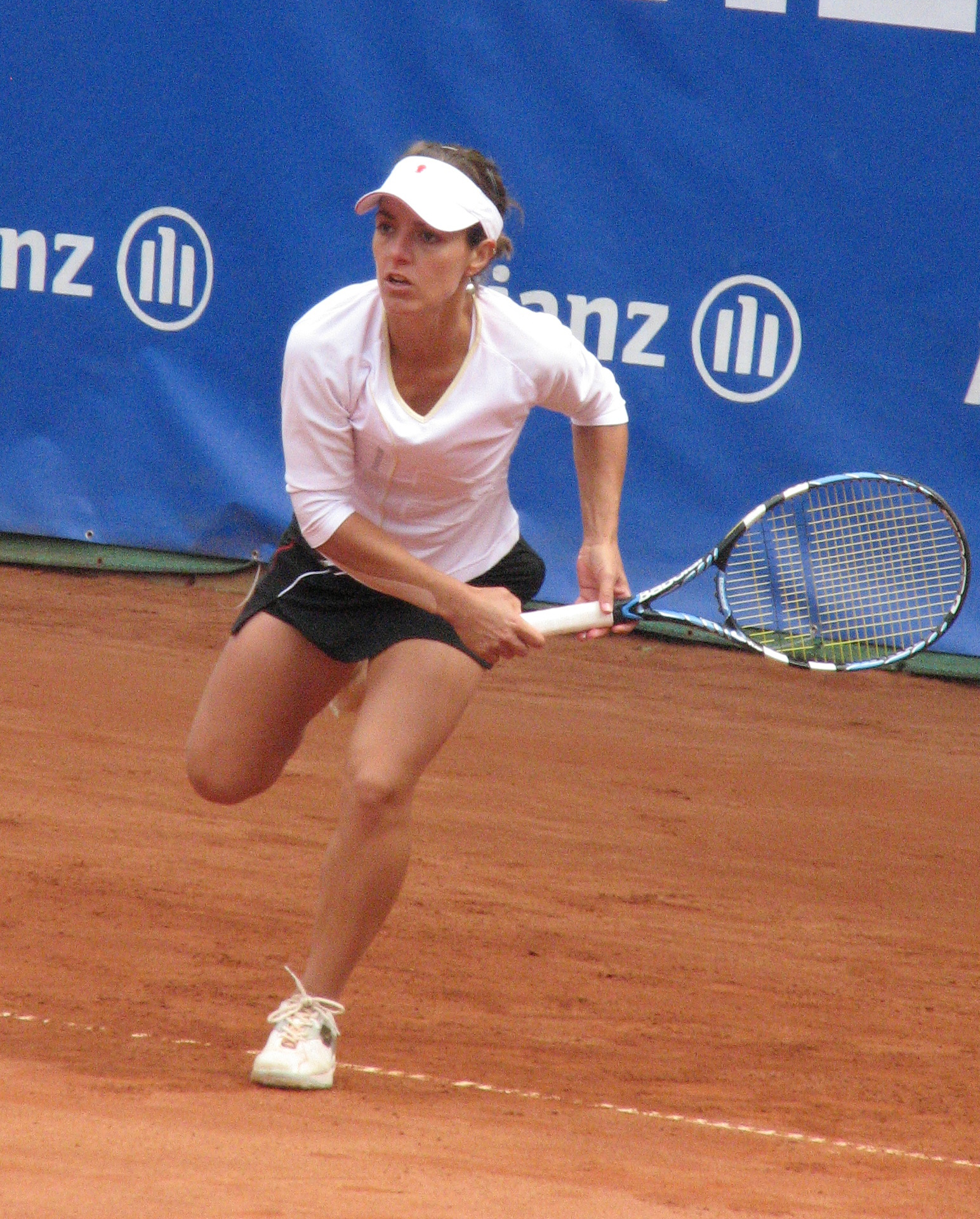
Nuria Llagostera Vives

- Núria Espert, attrice e regista teatrale spagnola
- Núria Martínez, cestista spagnola
- Núria Picas, atleta spagnola
- Núria Vilarrubla, canoista spagnola

### Variante Nuria
- Nuria Brancaccio, tennista italiana
- Nuria Cabanillas, ginnasta spagnola
- Nuria de la Fuente, modella e attrice spagnola
- Nuria Fernández, mezzofondista spagnola
- Nuria González, attrice e conduttrice televisiva spagnola
- Nuria Llagostera Vives, tennista spagnola
- Nuria Párrizas Díaz, tennista spagnola
- Nuria Rial, soprano spagnolo

## Il nome nelle arti
- Nuria è un personaggio del film del 1997 Apri gli occhi, diretto da Alejandro Amenábar.
- Nuria Monfort è un personaggio del romanzo di Carlos Ruiz Zafón L'ombra del vento.